# Jean-Noël Thorel
Pour les articles homonymes, voir Thorel.

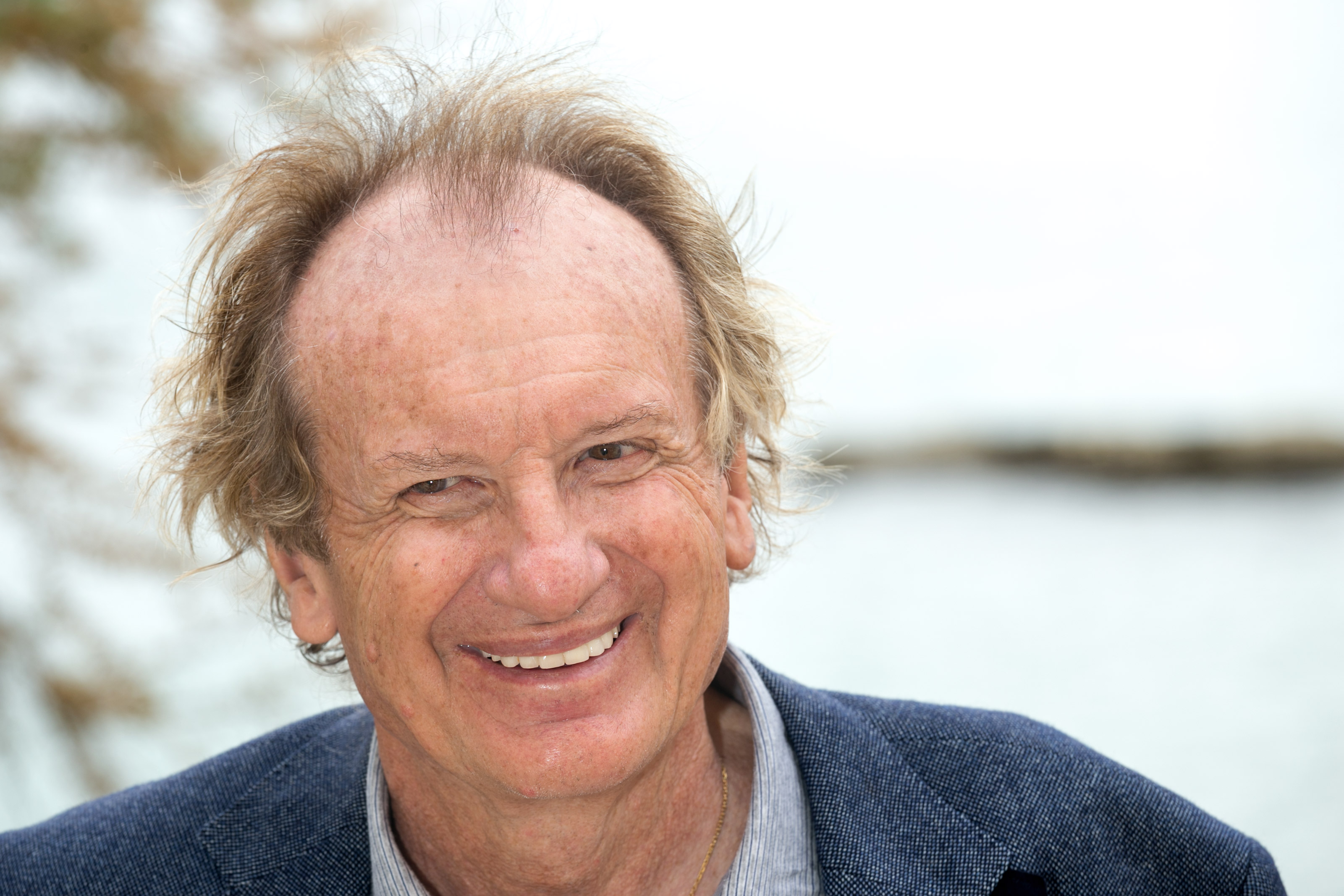
Jean-Noël Thorel

Jean-Noël Thorel, né le 31 juillet 1947 à Châtillon, est un entrepreneur et pharmacien français. Il est le fondateur et CEO de Naos, une entreprise de cosmétiques françaises qui exploite notamment les marques Bioderma, Institut Esthederm et État Pur.

## Carrière
Dans les années 1970, Jean-Noël Thorel développe les premiers produits qui seront ensuite commercialisés sous les marques Institut Esthederm, Bioderma, et État Pur, au sein de l’entité NAOS.
Il a souhaité ne pas délocaliser la production de tous les produits de l’entreprise, produits en France à côté d’Aix-en-Provence.
Jean-Noël Thorel a créé une fondation actionnaire, dont le siège est à Reillanne, dans le but de « concilier rentabilité et action philanthropique »,. En 2018, il a cédé la totalité de ses actifs de Naos à cette fondation actionnaire.

## Poker
Jean-Noël Thorel est amateur de poker. Sur le circuit professionnel depuis 2008, il a participé à plusieurs tables finales de l'European Poker Tour,. Il participe notamment aux tournois high roller.
En 2024, il est classé 1er joueur français ayant remporté le plus de gains en tournoi. La somme est estimée à plus de 20 394 757 $.